# Коттнауэр, Ченек
Ченек Коттнауэр (чеш. Čeněk Kottnauer; 24 февраля 1910, Прага — 14 февраля 1996, Лондон) — английский шахматист, международный мастер (1950).
В составе сборных Чехословакии (1952) и Англии (1964, 1968) участник 3-х Олимпиад. В 1952 году на 10-й Олимпиаде в Хельсинки показал лучший результат на 4-й доске (12½ из 15).